# Felipe Segundo Guzmán
Pour les articles homonymes, voir Guzmán.
Segundo  Guzmán est un nom espagnol. Le premier nom de famille, en général paternel, est Segundo ; le second, en général maternel, souvent omis, est Guzmán.
Felipe Segundo Guzmán, né à La Paz (Bolivie) le 27 janvier 1879 et mort dans cette ville le 16 juin 1932, est un pédagogue et homme d'État bolivien qui a présidé la Bolivie du 3 septembre 1925 au 10 août 1926. 

## Biographie

### De l'éducation à la politique
Né à La Paz le 27 janvier 1879, il fait ses études en Europe et s'y spécialise en pédagogie. Instituteur et professeur d'université, Felipe Guzmán fut un pédagogue qui chercha à mener une réflexion sur l'enseignement en Bolivie. Ce sont  notamment des missions pédagogiques à l'étranger organisées par le parti républicain qui créent en lui cet intérêt. Il est alors convaincu qu'il faut utiliser les pratiques éducatives pour transformer la société bolivienne. En 1910, il écrit notamment un livre pour supporter sa thèse Informaciones sobre la educacion en Sud Americá y Europa suivit d'un second livre la même année El problema pedagógico de Bolivia. S'ensuit une polémique et un débat d'idées avec Franz Tamayo qui est en désaccord avec les idées de Felipe Guzmán. Il écrira plusieurs autres livres sur l'éducation dont La educación del carácter nacional. 
Il s'occupe d'enseigner l'espagnol aux peuples quechuas et aymaras et il a appelé à l'intégration future de la grande masse des « Indiens » dans la vie nationale. Pour Felipe Guzmán, l'éducation permet de « désindianiser » les populations natives. Cela fait partie d'après lui d'un processus civilisateur. Il enseigne aussi dans les écoles pour instituteurs dans l'Altiplano. Durant son parcours son parcours d'universitaire, il est successivement professeur d'économie à l'université de La Paz, puis il devient recteur de l'université d'Oruro. Homme politique du parti républicain du président Bautista Saavedra, il est ensuite député et sénateur de La Paz. 

### L'annulation des élections de 1925
En 1925, les élections sont remportées par José Gabino Villanueva et son vice-président Abdón Saavedra du parti républicain alors au pouvoir. Mais le président Bautista Saavedra (1921-1925) tente de prolonger son mandat en alléguant de « graves irrégularités » aux élections et l'annule. Un tollé massif le pousse alors à quitter ses fonctions. Il ne le fait qu'avec la conviction que le Congrès, contrôlé par son parti, proclamerait un mandataire comme président provisoire. Le Congrès, à son tour, choisit Felipe Guzmán en tant que président du Sénat. Il est assermenté le 3 septembre 1925 et chargé d'organiser de nouvelles élections dans un délai d'un an.  

### Présidence par intérim de Guzmán
Pour autant l'intérim de Felipe Guzmán, n'interrompt pas les tensions politiques créées par l'annulation de l'élection. Il déclare peu après sa prise de fonction l'état de siège en expliquant qu'il y aurait une conspiration contre le gouvernement dont José Gabino Villanueva serait le principal instigateur. Il est finalement exilé pour l'écarter du pouvoir. Avec le triomphe aux élections du candidat endossé par le gouvernement, Hernando Siles Reyes, il quitte ses fonctions le 10 janvier 1926 et tombe dans une relative obscurité. 
Quelques années après sa présidence, Felipe Segundo Guzmán meurt à La Paz le 16 juin 1932, à l'âge de 53 ans. 